# Интегральный мембранный белок

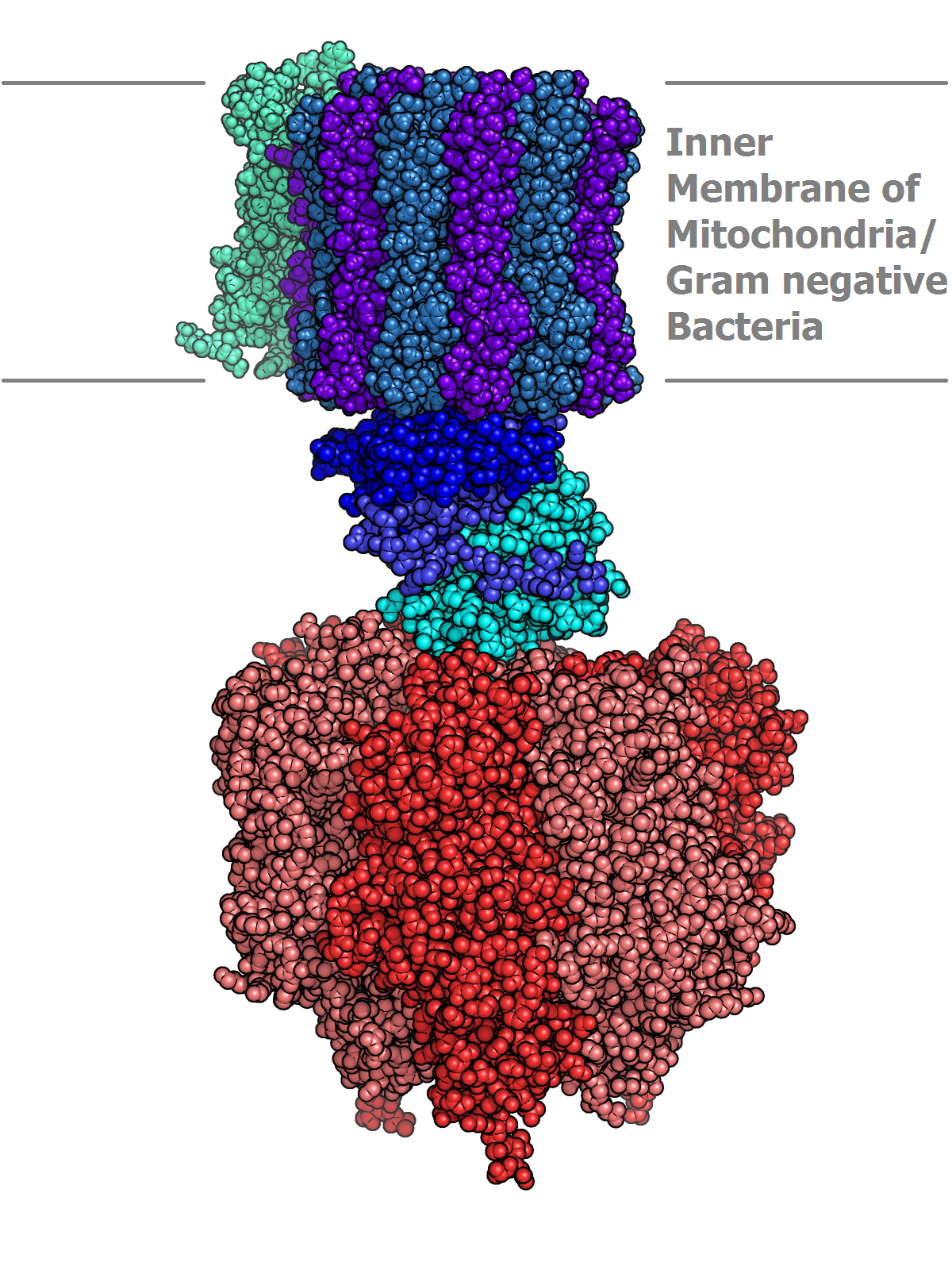
Пример интегрального белка — АТФ-синтаза.

Интегральный мембранный белок (ИМБ, IMP или просто интегральный белок) — один из типов мембранных белков, которые прочно связаны с цитоплазматической мембраной (интегрированы). Они составляют значительную часть белков, закодированных в геноме любого организма. Интегральные белки могут быть погружены в мембрану полностью, а иногда даже пронизывают её насквозь. В этом смысле, все трансмембранные белки являются интегральными белками, но не все интегральные — трансмембранными. Связь интегральных белков с мембранными липидами очень прочна и определяется главным образом гидрофобными взаимодействиями.

## Структура
Особенность интегральных белков — наличие в их полипептидной цепи довольно протяжённых участков с преобладающим содержанием неполярных аминокислот. Как правило, эти участки имеют конформацию α-спирали, на наружной стороне которой расположены боковые углеводородные фрагменты аминокислотных остатков, в результате чего вся спираль, в целом, приобретает гидрофобный характер. Доля α-спиральных участков в мембранных белках довольно велика (составляет 30—50 %), остальная часть полипептидной цепи находится преимущественно в форме клубка. Участков с β-структурой, как правило, мало, но если они есть, то такой белок как правило имеет форму бета-бочонка.
Интегральные белки можно разделить на две группы:
- Политопические интегральные белки (Трансмембранные белки)
- Монотопические интегральные белки

### Структурные исследования
Одним из главных препятствий при структурном изучении интегральных белков биологических мембран является их низкая растворимость. Мембранные белки практически нерастворимы в водных буферных системах, и это фактически исключает использование протеолитических ферментов в традиционной форме. Эта же проблема мешает получению их точных атомных структур методом рентгеноструктурного анализа: мембранные белки с трудом образуют кристаллы. По этой причине для выяснения их третичной и четвертичной структуры часто используется метод моделирования на основе пространственной структуры гомологичных белков.

## Функции
Интегральные мембранные белки включают в себя белки-транспортёры, линкеры, ионные каналы, рецепторы, ферменты, структурные домены мембранных якорей, белки, участвующие в накоплении и передачи энергии и белки, ответственные за клеточную адгезию.

## Примеры интегральных белков
- Бактериородопсин
- белки клеточной адгезии
- белки щелевых контактов — коннексины
- гликофорины
- инсулиновый рецептор
- ионные каналы
- GPCR — рецепторы, сопряжённые с G-белками, семейство семиспиральных белков, к которому, в частности относятся и адренорецепторы.